# SM UB-48
SM UB-48 – niemiecki okręt podwodny z okresu I wojny światowej, jedna z 96 zbudowanych jednostek typu UB III. Okręt miał wyporność 516 ton w położeniu nawodnym i 651 ton pod wodą, a jego główną bronią było 10 torped o kalibrze 500 mm wystrzeliwanych z pięciu wyrzutni. Napędzana silnikami wysokoprężnymi i elektrycznymi jednostka rozwijała prędkość 13,6 węzła na powierzchni i 8 węzłów w zanurzeniu, osiągając zasięg nawodny wynoszący 9040 Mm przy prędkości 6 węzłów (i 55 Mm przy prędkości 4 węzłów pod wodą).
Okręt został zbudowany w stoczni Blohm & Voss (Werk 293) w Hamburgu w roku 1917. Zwodowany 6 stycznia 1917 roku, wszedł do służby w Kaiserliche Marine 11 czerwca 1917 roku. W czasie swojej służby SM UB-48 odbył 9 patroli, w czasie których zatopił 36 statków o łącznej pojemności 110 095 BRT, osiem uszkodził (25 113 BRT) oraz uszkodził jeden okręt o wyporności 18 400 ton. 28 października 1918 roku okręt został samozatopiony w Poli.

## Projekt i budowa
Wydane w kwietniu 1915 roku przez Inspektorat U-Bootów memorandum wzywało kierownictwo Cesarskiej Marynarki Wojennej do zaprojektowania i budowy uproszczonego typu okrętu podwodnego, który miał zostać wykorzystany w działaniach blokadowych Wielkiej Brytanii. Budowa dużych, oceanicznych okrętów podwodnych trwała zbyt wiele czasu, podobnie jak używanych do ich napędu silników wysokoprężnych o dużej mocy, co powodowało duży niedobór jednostek tej klasy w niemieckiej flocie. Wznowienie na początku 1916 roku nieograniczonej wojny podwodnej sprawiło, że konieczne stało się opracowanie średniej wielkości okrętu podwodnego uzbrojonego w torpedy, który można było szybko zbudować. Przybrzeżne okręty typu UB II były zbyt słabo uzbrojone i miały niewystarczający zasięg, przez co ich użycie ograniczone było przeważnie do wód Morza Północnego i kanału La Manche, natomiast nowo projektowane torpedowe okręty podwodne musiały być zdolne do operowania wokół Wysp Brytyjskich i na Morzu Śródziemnym. Zrezygnowano z wcześniejszego schematu prostych jednostek jednokadłubowych z zewnętrznymi zbiornikami balastowymi na rzecz konstrukcji dwukadłubowej.
Projekt nowego okrętu podwodnego średniej wielkości oparto na konstrukcji udanych podwodnych stawiaczy min typu UC II. Dziobowej części okrętu nadano nowy profil, a szyby minowe zastąpiono przedziałem torpedowym z czterema wewnętrznymi wyrzutniami torped; powiększono również wyposażony w dwa peryskopy kiosk. Znacznie została powiększona moc silników spalinowych i elektrycznych, jak również pojemność zbiorników paliwa, jednak odbyło się to kosztem zmniejszenia o 40% wielkości baterii akumulatorów i o blisko 30% ich pojemności w stosunku do SM U-16, przez co spadła prędkość podwodna i zasięg. Okręty charakteryzowały się doskonałą manewrowością i krótkim czasem zanurzania wynoszącym 30 sekund. Budowa okrętów o nadanym przez Inspektorat U-Bootów numerze projektu 44, zwanych później typem UB III, miała rozpocząć się po zrealizowaniu przez stocznie kontraktów na budowę jednostek typu UB II i UC II, czyli najwcześniej wiosną 1917 roku.
SM UB-49 zamówiony został 20 maja 1916 roku jako jednostka z liczącej 24 jednostki I serii okrętów typu UB III . Powstał w stoczni Blohm & Voss w Hamburgu jako jeden z 26 okrętów typu UB III zbudowanych w tej wytwórni . UB-49 otrzymał numer stoczniowy 293 (Werk 293)  . Stępkę okrętu położono w 1916 roku, a zwodowany został 6 stycznia 1917 roku . Koszt budowy okrętu wyniósł 3 mln 276 tys. marek.

## Dane taktyczno-techniczne

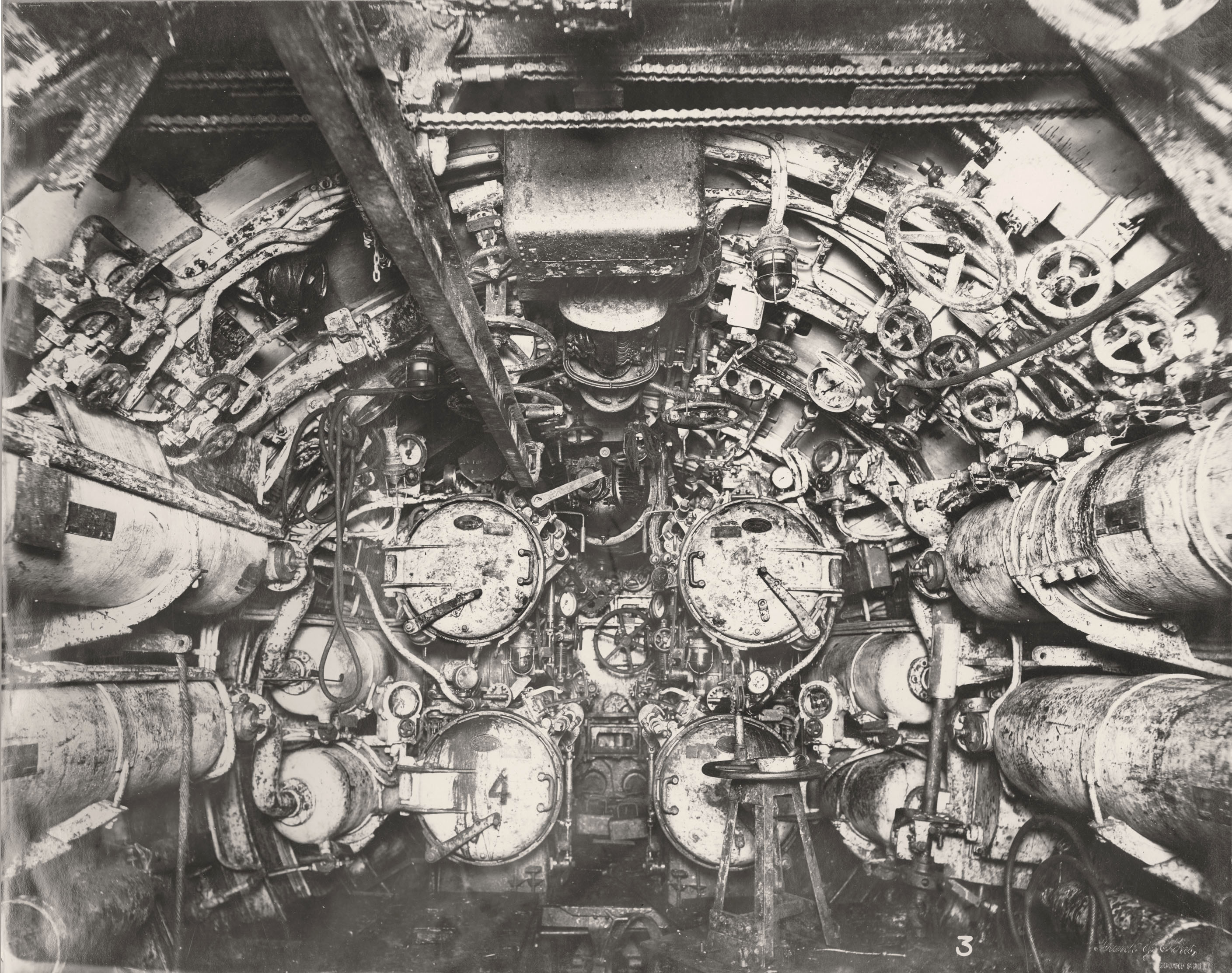
Wnętrze przedziału torpedowego siostrzanego okrętu SM UB-110

SM UB-49 był średniej wielkości okrętem podwodnym o konstrukcji dwukadłubowej. Długość całkowita wynosiła 55,3 metra, szerokość 5,8 metra i zanurzenie 3,68 metra. Kadłub sztywny miał 40,1 metra długości i 3,9 metra szerokości . Podzielony był grodziami na następujące przedziały (od dziobu): przedział torpedowy, pomieszczenia załogi, centrala, pomieszczenia załogi, przedział silników spalinowych, przedział silników elektrycznych oraz rufowy przedział torpedowy. Wysokość (od stępki do szczytu kiosku) wynosiła 8,25 metra . Dziób jednostki przystosowany był do przecinania sieci przeciwpodwodnych. Wyporność w położeniu nawodnym wynosiła 516 ton, a w zanurzeniu 651 ton.
Okręt napędzany był na powierzchni przez dwa 6-cylindrowe, czterosuwowe silniki wysokoprężne MAN S6V35/35 o łącznej mocy 809 kW (1100 KM) przy 450 obr./min, a pod wodą poruszał się dzięki dwóm silnikom elektrycznym SSW o łącznej mocy 580 kW (788 KM) przy 362 obr./min. Dwa wały napędowe obracały dwie śruby o średnicy 1,4 metra każda. Jednostka wyposażona była w dwa stery kierunku i dwa podwójne stery głębokości. Okręt osiągał prędkość 13,6 węzła na powierzchni i 8 węzłów w zanurzeniu. Zasięg wynosił 9040 Mm przy prędkości 6 węzłów w położeniu nawodnym oraz 55 Mm przy prędkości 4 węzłów pod wodą. Zbiorniki mieściły 75 ton paliwa , a energia elektryczna magazynowana była w dwóch bateriach akumulatorów po 62 ogniwa, zlokalizowanych pod przednim i tylnym pomieszczeniem mieszkalnym załogi. Dopuszczalna głębokość zanurzenia wynosiła 50 metrów , a czas wykonania manewru zanurzenia 30 sekund.
Głównym uzbrojeniem okrętu było pięć wewnętrznych wyrzutni torped kalibru 500 mm: cztery dziobowe i jedna na rufie, z łącznym zapasem 10 torped. Broń artyleryjską stanowiło umieszczone przed kioskiem działo pokładowe kalibru 8,8 cm TK C/08 L/30, z zapasem amunicji wynoszącym od 160 do 296 naboi . Okręt wyposażony był w dwa peryskopy: wachtowy i bojowy. Wyposażenie ratownicze stanowiła umieszczona na pokładzie łódź ratunkowa.
Załoga okrętu składała się z trzech oficerów oraz 31 podoficerów i marynarzy.

## Służba
11 czerwca 1917 roku (w dniu przyjęcia okrętu do służby) dowódcą jednostki został mianowany kapitan marynarki (niem. Kapitänleutnant) Wolfgang Steinbauer, który wcześniej był dowódcą okrętu SM UB-47. Jednostka 2 września 1917 roku została przydzielona do służby we Flotylli Pola (niem. Deutsche U-Halbflotille Pola).
W czasie swojej służby w Cesarskiej Marynarce Wojennej odbył dziewięć patroli, w czasie których zatopił i uszkodził 45 jednostek o łącznej pojemności 153 608 BRT. Pierwszym z nich był brytyjski parowiec „Roanoke” o pojemności 4803 BRT. Statek był zbudowany w 1907 roku w stoczni Furness, Withy & Co., Ltd. w West Hartlepool. Należący do Furness, Withy & Co. płynął do Leith z ładunkiem drobnicowym. Został storpedowany i zatopiony w dniu 12 sierpnia 1917 roku 100 mil na północny wschód od Butt of Lewis na pozycji 58°39′N 9°08′W/58,650000 -9,133333. Kapitan statku został wzięty do niewoli. 14 sierpnia UB-48 zaatakował jednostkę, która okazała się statkiem-pułapką (ang. Q-ship) HMS „Prize” dowodzonym przez Williama E. Sandersa. HMS „Prize” o pojemności 199 BRT został storpedowany na północny zachód od wybrzeży Irlandii. W wyniku ataku śmierć poniosła cała załoga statku-pułapki. W połowie sierpnia okręt został skierowany do działań w rejonie Morza Śródziemnego. W czasie podróży do Poli, 18 sierpnia, 172 mile od przylądka (hiszp. Estaca de Bares) na pozycji 46°10′N 10°12′W/46,166667 -10,200000, UB-48 storpedował i zatopił norweski statek „Kongsli” o pojemności 5826 BRT. Statek zbudowany w 1916 roku w Maryland Steel Co. płynął pod balastem z St Nazaire do Baltimore. Dwa dni później okręt zatrzymał i zatopił dwa portugalskie kutry. 23 sierpnia, 25 mil od przylądka Spartel w Maroku na pozycji 35°40′N 6°25′W/35,666667 -6,416667 UB-48 zaatakował brytyjski parowiec „Winlaton” o pojemności 3270 BRT. Zbudowany w 1912 roku w R. Thompson & Sons, Ltd. (Sunderland) statek płynął z ładunkiem węgla z Barry do Gibraltaru. Został storpedowany i zatonął. Zginęło 2 członków załogi, a jego kapitan został wzięty do niewoli. Ostatnim zatopionym w czasie podróży do bazy Flotylli Pola statkiem była brytyjska jednostka „Hathor” o pojemności 3823 BRT (w nocy 26 lub rano 27 sierpnia, 3 mile na północny zachód od przylądka Ténès u wybrzeży Algierii). 2 września jednostka rozpoczęła służbę we Flotylli Pola. Miesiąc później 19 mil na południowy zachód od przylądka St. Maria di Leuca, najdalej na południe wysuniętego punktu Półwyspu Salentyńskiego, UB-48 storpedował i zatopił włoski statek „Imera” (1172 BRT). 4 października 37 mil od Paksos UB-48 zatopił włoski statek pasażerski „Citta Di Bari” o pojemności 1489 BRT. Statek został zbudowany w 1913 roku w stoczni Ansaldo w Sestri Ponente, przemysłowym przedmieściu Genui. Statek płynął z Tarentu do Korfu z pasażerami. Brak informacji o stratach wśród załogi i pasażerów. 14 października 1917 roku w okolicach Marsa Susa na pozycji 36°56′N 21°58′W/36,933333 -21,966667 SM UB-48 storpedował i zatopił włoski statek pasażerski „Valparaiso” (4930 BRT lub 5005 BRT).
19 października 1917 roku 105 mil od Marsa Susa UB-48 zaatakował brytyjski parowiec „Pera” (7635 BRT). Statek zbudowany w 1903 roku w Belfaście w stoczni Workman, Clark & Co. należał do armatora Peninsular & Oriental Steam Navigation Company. Płynął z ładunkiem drobnicowym oraz ładunkiem węgla z Liverpoolu do Kalkuty. W wyniku zatonięcia statku zginął jeden członek załogi. Dzień później na pozycji 32°35′N 28°41′W/32,583333 -28,683333 UB-48 zatopił zbudowany w 1899 roku w Chas. Connell & Co. w Glasgow parowiec „Collegian” (7520 BRT). Statek był w drodze z Liverpoolu do Kalkuty z ładunkiem drobnicowym.
27 listopada 1917 roku w cieśninie Sycylijskiej UB-48 storpedował i uszkodził brytyjski statek parowy „Glenbridge” (3845 BRT). 4 grudnia w pobliżu przylądka Fer (fr. Cap de Fer) w Algierii UB-48 zatopił dwa statki. Pierwszym był brytyjski parowiec „Dowlais” (3016 BRT). Zbudowany w 1904 roku w R. Craggs & Sons, Ltd. w Middlesbrough statek płynął z Grecji do Glasgow z ładunkiem rudy miedzi. W wyniku ataku śmierć poniosło 26 członków załogi. Drugim był grecki parowiec „Gerasimos” (3845 BRT). Ostatnim statkiem zatopionym w 1917 roku przez UB-48 był brytyjski statek parowy „Consols” (3756 BRT). Zbudowany w 1906 roku w W. Pickersgill & Sons w Sunderland statek płynął pod balastem z Malty do Bizerty. Statek został storpedowany i uszkodzony około 40 mil na północ od półwyspu Al-Watan al-Kibli w Tunezji, następnego dnia został zatopiony ogniem z broni pokładowej.
Pierwszy w 1918 roku patrol odbył się na przełomie stycznia i lutego. 27 stycznia UB-48 zatopił niewielki żaglowiec włoski „Celia” (43 BRT), a 30 stycznia kolejny statek włoski „Harlaw” (821 BRT). 2 lutego 1918 roku na północny wschód od przylądka Creus (kat. Cap de Creus) w Katalonii SM UB-48 zatopił trzy statki. Pierwszym był brytyjski statek towarowy „Celia” (5004 BRT), który został zatopiony na pozycji 42°39′N 4°08′W/42,650000 -4,133333. Drugim był włoski parowiec „Edilio” (4719 BRT), a trzecim brytyjski statek „Newminster Abbey” (3114 BRT). 3 lutego 20 mil na południowy wschód od przylądka Creus na pozycji 42°20′N 3°40′W/42,333333 -3,666667 łupem UB-48 padł kolejny brytyjski statek. Był to zbudowany w stoczni J.L. Thompson & Sons, Ltd. w Sunderland, w 1906 roku „Aboukir” (3660 BRT). Statek płynął pod balastem z Neapolu do Gibraltaru. W wyniku ataku nikt z załogi nie zginął, jednak kapitan statku został wzięty do niewoli. Ostatnim statkiem zatopionym w czasie tego patrolu był brytyjski parowiec „Sturton” (3660 BRT). Zbudowany w 1912 roku w stoczni Ropner & Sons, Ltd. w Stockton-on-Tees statek płynął z ładunkiem stali i owsa z Baltimore do Genui. został zatopiony około 15 mil na wschód od wyspy Île de Porquerolles. Nikt z załogi nie zginął.
Na przełomie kwietnia i maja 1918 roku UB-48 odbyła kolejny patrol na obszarze Morza Śródziemnego w okolicach wybrzeża Francji oraz zachodnich wybrzeży Korsyki i Sardynii. 26 kwietnia na południowy zachód od przylądka Spartivento na Sardynii, na pozycji 39°50′N 7°00′W/39,833333 -7,000000 UB-48 zaatakował brytyjski statek „Upada” (5257 BRT). Statek został zbudowany w 1899 roku w Glasgow w stoczni A. & J. Inglis i pływał dla British India Steam Navigation Co. W czasie podróży pod balastem z Marsylii do Port Saidu został statek został uszkodzony. 21 lipca w niedalekiej odległości od miejsca pierwszego ataku „Upada” został storpedowany i zatopiony przez bliźniaczą do UB-48 jednostkę SM UB-50. Także 26 kwietnia 57 mil na północny zachód od wyspy San Pietro na pozycji 39°55′N 7°02′W/39,916667 -7,033333 UB-48 storpedował i zatopił zbudowany w 1917 roku w Londonderry francuski statek „Leopold d’Or” (2300 BRT). 27 kwietnia na południe od przylądka Spartivento UB-48 zaatakował płynący w konwoju brytyjski tankowiec „Romany” (3983 BRT). Zbudowany w 1907 roku w Newcastle statek należał do Anglo-Saxon Petroleum Co. i płynął pod balastem z Marsylii do Port Saidu. Po ataku torpedowym statek zatonął. Nikt z załogi nie zginął. W czasie ataku na „Romany” UB-48 ostrzelał i uszkodził płynący w eskorcie uzbrojony trawler „Saint Jean” (287 ton). Zginęło trzech członków załogi. 29 kwietnia rano UB-48 przedostał się do portu w Carloforte na wyspie San Pietro, gdzie zaatakował znajdujący się na cumie, a uszkodzony 11 kwietnia przez SM UB-68 brytyjski statek „Kingstonian” (6564 BRT). Zbudowany w 1901 roku w Hawthorn, Leslie & Co., Ltd. w Newcastle statek był naprawiany w porcie Carloforte. Został trafiony torpedą i przełamał się na pół. W czasie odwrotu UB-48 został zaatakowany przez kilka jednostek znajdujących się w porcie oraz przez artylerię nabrzeżną. Okręt nie odniósł żadnych uszkodzeń, a sam zatopił uzbrojony trawler „Dalkeith” (748 ton) oraz uszkodził dwa inne statki: drugi brytyjski uzbrojony trawler „Moose” (208 ton) oraz francuski statek żaglowy „Monte Bianco” (988 BRT). 2 maja około 65 mil na północny wschód od Portu Maó na Minorce UB-48 zaatakował i zatopił dwa statki parowe płynące w konwoju z Genui. Pierwszym był brytyjski statek handlowy „Franklyn” (4919 BRT). Parowiec zbudowany w 1904 roku w stoczni Chas. Connell & Co w Glasgow płynął pod balastem do Mondevideo. Drugim był amerykański statek handlowy „Tyler” (3928 BRT). Oba zatonęły na pozycji 40°24′N 5°41′W/40,400000 -5,683333. Ostatnią jednostką zaatakowaną w czasie tego patrolu był niespełna czteroletni statek „Clan Ross” (5971 BRT). Statek został zaatakowany i uszkodzony 28 mil na wschód od półwyspu Camerat we Francji. W wyniku ataku śmierć poniosło 9 członków załogi. „Clan Ross” został zatopiony 2 kwietnia 1942 roku na Morzu Arabskim przez japoński okręt podwodny I-6.
W czerwcu 1918 roku SM UB-48 kontynuował patrole w obszarze Morza Śródziemnego w okolicach Półwyspu Apenińskiego. 2 czerwca około 82 mil na południe od Santa Maria di Leuca położonej na najdalej na południe części Półwyspu Salentyńskiego na pozycji 37°55′N 19°00′W/37,916667 -19,000000 jednostka zatrzymała i zatopiła włoski statek żaglowy „Sant’ Antonio” (389 BRT). 6 czerwca w Cieśninie Mesyńskiej UB-48 zatrzymał i zatopił kolejny włoski statek żaglowy „Christophero Colombo” (264 BRT). Statek płynął z Tunisu do Włoch z ładunkiem fosforanów. 10 czerwca na południe od Balearów na pozycji 38°10′N 4°07′W/38,166667 -4,116667 UB-48 zatopił francuski statek handlowy „Nivernais” (2555 BRT). Zbudowany w Szkocji w 1882 roku statek płynął z ładunkiem owiec z Algieru do Marsylii. Ostatnim statkiem zatopionym w czerwcowym patrolu UB-48 był brytyjski statek parowy „Penhallow” (4318 BRT). Zbudowany w 1913 roku w West Hartlepool w stoczni W. Gray & Co. statek płynął z Buenos Aires do Włoch z ładunkiem zboża. Statek został zatopiony w nocy z 12 na 13 czerwca.
16 sierpnia 1918 roku na pozycji 42°40′N 8°39′W/42,666667 -8,650000 7 mil od L’Île-Rousse UB-48 storpedował francuski statek „Balkan” (1709 BRT). Zbudowany w 1882 roku w stoczni A. McMillan & Son w Dumbarton parowiec, który był używany jako statek transportowy do przewozu wojska, płynął z Marsylii na Korsykę. Statek zatonął w ciągu 2 minut po trafieniu torpedą, z 32-osobowej załogi i około 450 przewożonych osób (w tym około 300 francuskich żołnierzy) śmierć poniosło pomiędzy 380 a 400 z nich. 18 sierpnia około 30 mil na wschód od Palamós UB-48 zatrzymał i zatopił duński statek transportowy „Nordboen” (2417 BRT). 1 września w cieśninie Mesyńskiej UB-48 storpedował i uszkodził dwa statki transportowe. Pierwszym był zbudowany w 1908 roku w Glasgow brytyjski „Baron Minto” (4537 BRT), drugim pochodzący z Włoch „Monviso” (4020 BRT).
W czasie ostatniego patrolu UB-48 uszkodził francuski pancernik typu Danton „Voltaire” (18 300 ton). Okręt został trafiony dwoma torpedami, wystrzelonymi około 10 wieczorem 18 października 1918 roku. Pierwsza z nich wybiła dziurę w kadłubie o wymiarach 16 na 4 metry, a druga wybuchła przed ugodzeniem w cel, nie powodując większych strat.
Po powrocie do bazy w Poli w dniu 28 października okręt został samozatopiony na pozycji 44°52′N 13°50′W/44,866667 -13,833333.